# Mesochorus ichneutese
Mesochorus ichneutese är en stekelart som beskrevs av Tohru Uchida 1955. Mesochorus ichneutese ingår i släktet Mesochorus och familjen brokparasitsteklar. Inga underarter finns listade i Catalogue of Life.